# Złącze N

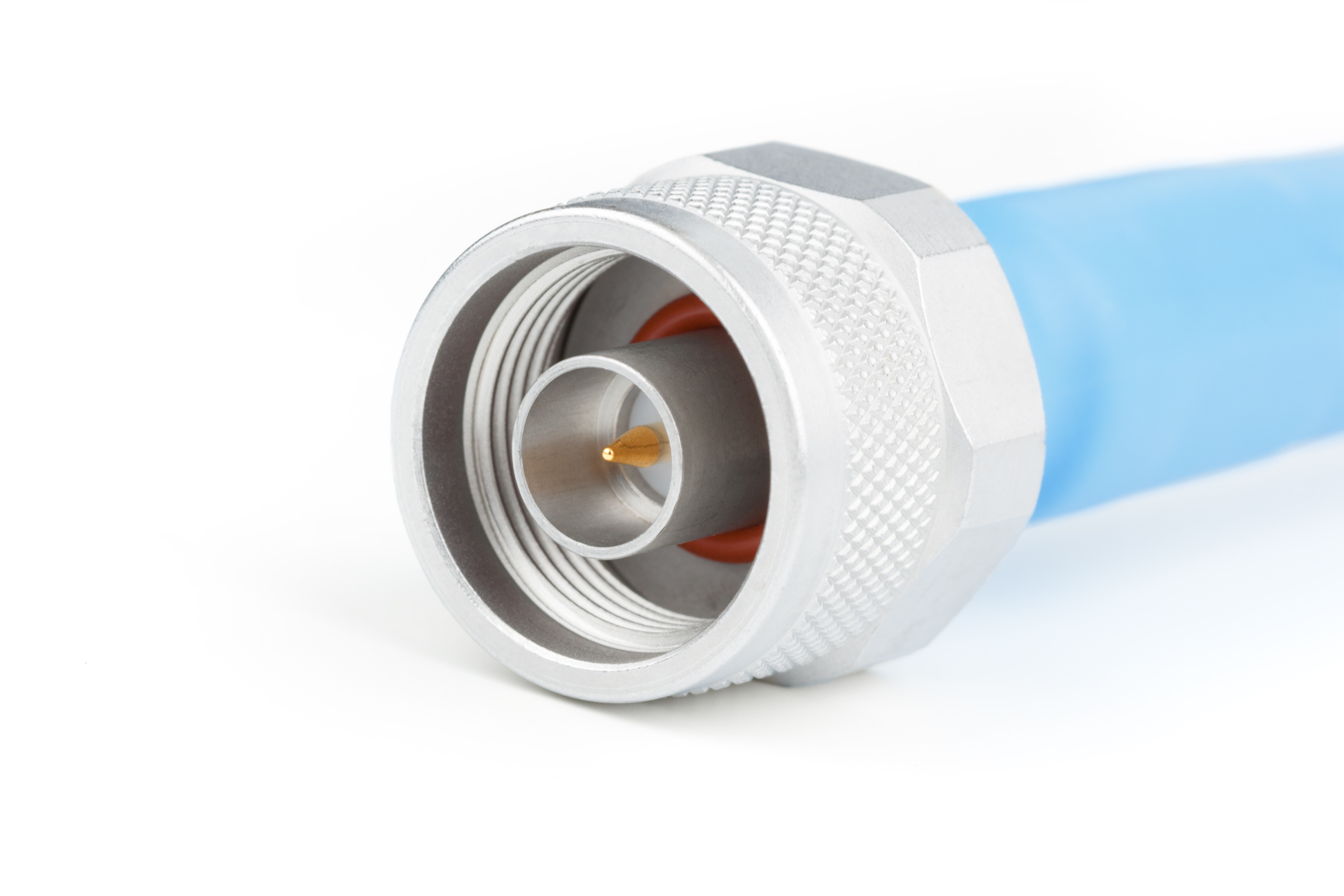
Złącze N (męskie)

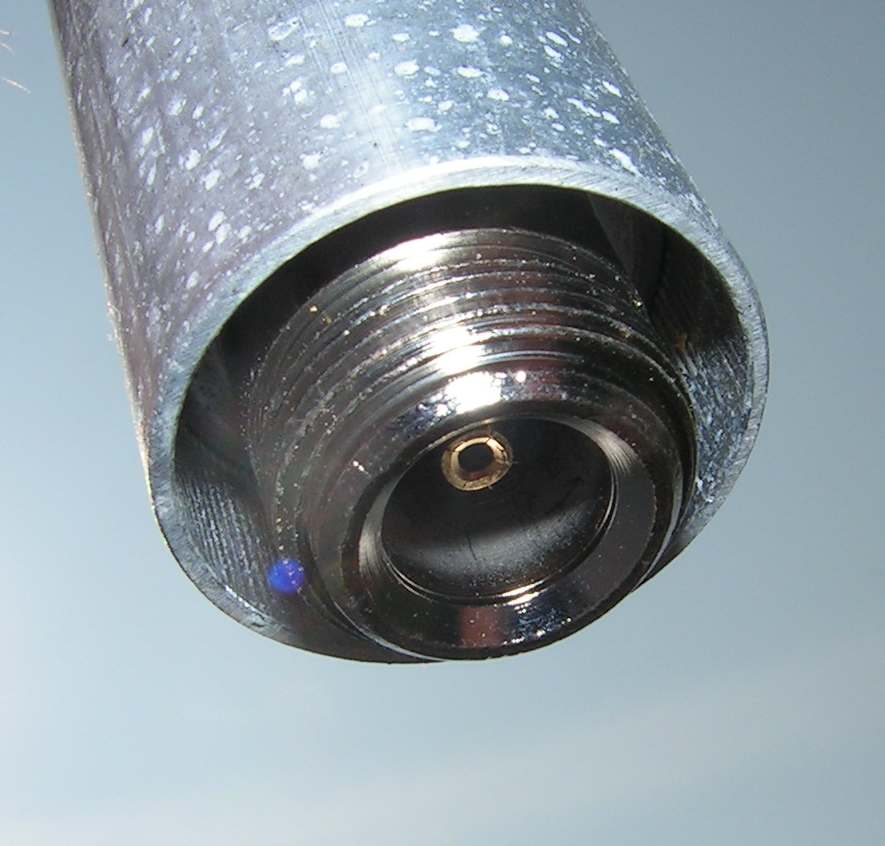
Złącze N (żeńskie)

Złącze N (ang. N connector lub Type N connector) – złącze współosiowe stosowane do łączenia urządzeń zbudowanych z kabli koncentrycznych i przesyłających sygnały wysokiej częstotliwości (do 18 GHz).
Złącze zaprojektował Paul Neill z Bell Labs w latach 40. XX wieku podczas prac nad mikrofalami. Początkowo przewidziane było do zastosowań wojskowych przy częstotliwościach do 1 GHz. Okazało się jednak, że dobrze przenosi sygnały do 11 GHz a obecne wykonania osiągają pasmo do 18 GHz. Obecnie jest często stosowane w sieciach bezprzewodowych jako złacze antenowe.